# Вінкель (Рейнланд-Пфальц)
Вінкель (нім. Winkel) — громада в Німеччині, розташована в землі Рейнланд-Пфальц. Входить до складу району Вульканайфель. Складова частина об'єднання громад Даун.
Площа — 6,69 км2. Населення становить 132 ос. (станом на 31 грудня 2020).